# Departamento Mburucuyá
Das Departamento Mburucuyá liegt im nördlichen Zentrum der Provinz Corrientes im Nordosten Argentiniens und ist eine von 25 Verwaltungseinheiten der Provinz. 
Im Norden grenzt es an die Departamentos Empedrado, San Luis del Palmar und General Paz, im Südosten an das Departamento Concepción und im Südwesten an das Departamento Saladas.
Die Hauptstadt des Departamento Mburucuyá ist das gleichnamige Mburucuyá. 

## Städte und Gemeinden
- Mburucuyá

## Nationalpark
In diesem Departamento liegt auch der touristisch reizvolle Nationalpark Mburucuyá als Teil der Feuchtgebiete der Esteros del Iberá.
Koordinaten: 28° 0′ S, 58° 12′ W